# Bausitges
Bausitges es un lugar del municipio español de Espolla, perteneciente a la provincia de Gerona, en la comunidad autónoma de Cataluña.

## Toponimia
El lugar se conoció como «Bausitjas» primero y como «Bausitges» después.

## Historia
Hacia mediados del siglo XIX, el lugar, por entonces con ayuntamiento propio, tenía contabilizada una población de 59 habitantes. Aparece descrito en el cuarto volumen del Diccionario geográfico-estadístico-histórico de España y sus posesiones de Ultramar de Pascual Madoz con las siguientes palabras:

BAUSITJAS: ald. de la prov. y dióc. de Gerona (7 1/2 leg.), part. jud. y adm. de rent. de Figueras (2 1/2), aud. terr. y c. g. de Barceona (17); sit. en terreno áspero; su clima es frio y produce flegmasías; se compone de 7 casas separadas entre sí, de aspecto pobre y de poca comodidad, y una igl. arruinada bajo la advocacion de San Martin; confina el térm., N. Francia; E. Nabós; S. Espolla, y O. Requesens; el terreno sumamente montañoso, con grandes hondonadas pobladas de altos y frondosos árboles; apenas tiene tierra alguna para la labranza; hay espesos bosques de robles, encinas, hayas y alcornoques, que dan mucho prod., por sus maderas, por el pasto abundante que proporcionan á todas clases de ganados y por el corcho; le fertilizan varios arroyos, que van á unir sus aguas al r. Orlina; los caminos son de herradura y casi intransitables; prod.: lo ya referido, centeno y maiz; abunda en ganados de todas especies, siendo el de cerda muy apreciable en todo Cataluña por su buena calidad; hay caza de liebres, perdices, lobos, zorras y jabalíes; comercio: la venta de sus frutos sobrantes en Figueras y la esportacion de los cerdos en grandes manadas para Barcelona; pobl.: 8 vec., 59 alm.; cap. prod.: 584,400 rs.; imp.: 14,610.
(Madoz, 1846, p. 77)

El municipio de Bausitges desapareció de cara al censo de 1857, al incorporarse al de Espolla.